# Disteganthus
Disteganthus es un género de plantas con flores de la familia  Bromeliaceae, subfamilia Bromelioideae.  En el género se incluían dos especies, D. calatheoides y D. basilateralis hasta que una tercera especie, D. lateralis fue descubierta en 1994. Son nativas de Guyana y norte de Brasil.

## Taxonomía
El género fue descrito por Johann Heinrich Friedrich Link y publicado en Flore des Serres et des Jardins de l'Europe 3: pl 227. 1847. La especie tipo es: Disteganthus basilateralis Lem.
Etimología
Disteganthus nombre genérico que proviene del griego "dis" (dos), "steg" (cobertura), y "anthos" (flor).

## Especies aceptadas
A continuación se brinda un listado de las especies del género Disteganthus aceptadas hasta octubre de 2013, ordenadas alfabéticamente. Para cada una se indica el nombre binomial seguido del autor, abreviado según las convenciones y usos.
- Disteganthus basilateralis Lem.
- Disteganthus calatheoides (L.B.Sm.) L.B.Sm. & Read
- Disteganthus lateralis (L.B.Sm.) Gouda

## Fotos
- Disteganthus fotos